# (3267) Glo
(3267) Glo (of 1981 AA) is een marskruisende planetoïde uit de binnenste regionen van de hoofdgordel. De planetoïde werd op 3 januari 1981 ontdekt door  Edward L. G. Bowell en hij vernoemde het naar de bijnaam van de Amerikaanse astronome Eleanor F. Helin.